# Tierna Davidson
Tierna Lillis Davidson (Menlo Park, 19 de setembro de 1998) é uma futebolista estadunidense que atua como lateral. Atualmente joga pelo Chicago Red Stars.

## Carreira
Davidson pretendia se tornar um astronauta antes de se dedicar ao futebol profissional. Em seu primeiro ano na carreira escolar, ela começou como titular em todos os 21 jogos para o Cardinal, e foi nomeada para a equipe Pac-12 All Freshman e All-Pac-12 Second Team. Ela recebeu sua primeira convocação pela seleção dos Estados Unidos em 21 de janeiro de 2018, em um amistoso contra a Dinamarca.

## Títulos
Estados Unidos
- SheBelieves Cup: 2018, 2020, 2021
- Copa do Mundo: 2019
- Jogos Olímpicos: 2024 (ouro) e 2020 (bronze)